# Anna-Suvanna Deebang

Anna-Suvanna Deebang 2019

Anna-Suvanna Deebang, tidigare Anna Suvanna Davidsson, född 16 januari 1981 i Växjö, är en svensk författare, krönikör, lärare och medial vägledare med thailändsk och indisk familjebakgrund.
Hon debuterade som skönlitterär författare 2018 med uppbrottsromanen En apa i Rågsved och en erotisk novellsamling. Parallellt med författarskapet är hon en feministisk röst med ett stort intresse för sexualfrågor, både som krönikör och i sociala medier under signaturen Apan satt i granen. 2018 var Deebang programledare för Utbildningsradions serie Alla mina förövare.
Efter att ha studerat religionsvetenskap på 2010-talet är hon under 2020-talet verksam som vägledare och Reiki-helare med tarot och handtydning.
Deebang har tidigare tävlat i konstsim för Växjö Simsällskap och styrkelyft för International Powerlifting Federation samt uppträtt som burleskartist.